# Озера Канади
Озера Канади є надзвичайно численними — набагато більше мільйона, в тому числі майже 31 752 з площею понад 3 км², що повністю або частково належать Канаді, та 7 із площею понад 10 000 км². Так, наприклад, чотири з п'яти Великих озер, частково належать до Канади, частково — до США.

## Розподіл озер
Розподіл озер за площею по регіонах Канади.
| Регіон:              | 3-99 км² | 100-199 км² | 200-399 км² | 400-999 км² | 1000-2499 км² | 2500-9999 км² | понад 10000 км² | Загалом |
| -------------------- | -------- | ----------- | ----------- | ----------- | ------------- | ------------- | --------------- | ------- |
| Канада:              | 31 191   | 281         | 155         | 82          | 24            | 12            | 7               | 31 752  |
| Атлантичні провінції | 1 761    | 19          | 5           | 4           | 1             | 2             | 0               | 1 792   |
| озера Квебеку        | 8 182    | 49          | 27          | 12          | 5             | 0             | 0               | 8 275   |
| озера Онтаріо        | 3 837    | 34          | 12          | 9           | 1             | 2             | 4               | 3 899   |
| Прерійні провінції   | 5 245    | 65          | 39          | 18          | 8             | 5             | 1               | 5 381   |
| Британська Колумбія  | 838      | 6           | 12          | 4           | 1             | 0             | 0               | 861     |
| Території            | 11 328   | 108         | 60          | 35          | 8             | 3             | 2               | 11 544  |

## Найбільші озера
Таблиця найбільший озер Канади з площею понад 10 000 км².
| Назва             | Загальна площа | Канадська частина | Канадський сегмент озера (без островів) | висота нрм |
| ----------------- | -------------- | ----------------- | --------------------------------------- | ---------- |
| Верхнє            | 82 414         | 28 700            | н/д                                     | 184        |
| Гурон             | 59 596         | 36 000            | н/д                                     | 177        |
| Велике Невільниче | 28 568         | 28 568            | 27 048                                  | 156        |
| Ері               | 25 745         | 12 800            | н/д                                     | 174        |
| Вінніпег          | 24 387         | 24 387            | 23 760                                  | 217        |
| Онтаріо           | 18 529         | 10 000            | н/д                                     | 75         |
| Велике Ведмеже    | 31 328         | 31 328            | 30 764                                  | 156        |